# Jazz à la Villette
Jazz à la Villette est un festival de jazz, se tenant chaque été au début du mois de septembre, et créé en 2002. Il s'inscrit dans la continuité du festival Halle That Jazz, organisé par la Grande Halle de la Villette à partir de 1986, devenu ensuite La Villette Jazz Festival en 1996 intégrant alors la plupart des équipements du site de la villette, dont notamment, la Grande Halle de la Villette et la Cité de la musique, inaugurée en 1995. Il se déroule dans plusieurs salles de concerts emblématiques du 19e arrondissement de Paris (incluant Philharmonie de Paris, Grande Halle de la Villette, Cabaret Sauvage, Trabendo, Dynamo de Pantin, et Atelier du Plateau). Le festival se distingue par une programmation large et regroupe les noms les plus prestigieux du jazz, de la soul, du hip-hop, du funk tout en accueillant de nouveaux acteurs du milieu.
Parmi les artistes et groupes ayant joué à Jazz à la Villette depuis 2001 : Wayne Shorter, Herbie Hancock, John Zorn, Joe Zawinul, De la Soul, Archie Shepp, Brad Mehldau, Ornette Coleman, Maceo Parker, Joshua Redman, Fred Wesley, Marc Ribot, Magma, Avishaï Cohen, et Gil Scott-Heron.